# 迪氏鱊
迪氏鱊（学名：Acheilognathus deignani）为輻鰭魚綱鯉形目鱊科的其中一種。分布于亞洲湄公河及越南北部，本魚吻鈍，具小的顎觸鬚，體長可達5.2公分，背鰭軟條11至12枚；臀鰭軟條10至11枚，棲息在小型溪流底中層水域，生活習性不明。

## 扩展阅读
維基物種上的相關：迪氏鱊
1. ↑  Kottelat, M. . The IUCN Red List of Threatened Species. 2011, 2011: e.T181028A7659328  [11 November 2021]. doi:10.2305/IUCN.UK.2011-1.RLTS.T181028A7659328.en .